# Philip Örnestedt
Philip Örnestedt, född 22 februari 1674 i Wolgast, död 27 december 1739 på Saaris översteboställe i Mietois kapellförsamling, Finland, var en svensk friherre och militär.
Philip Örnestedt var son till generalkrigskommissarie Filip Joakim Joel Örnestedt och Birgitta Sparrfelt. Han kom i militärtjänst 1687, var 1697 löjtnant vid Gyllenstiernas svenska infanteriregemente i Nederländerna och erhöll avsked därifrån 1698. Örnestedt blev 1700 löjtnant vid Livdragonregementet, kapten där samma år, major 1704 och överstelöjtnant 1709. Han deltog i slaget vid Kliszów, slaget vid Fraustadt, slaget vid Holowczyn och slaget vid Poltava, blev fången i kapitulationen vid Perevolotjna, fördes till Weronitz, varifrån han inte återkom till Sverige förrän 1722. Örnestedt blev överste 1723, var 1723–1739 chef för Livdragonregementet, upphöjdes till friherre 1727 och blev samma år generalmajor av kavalleriet. Han gravsattes i Åbo domkyrka.